# Adressqualifizierung
Adressqualifizierung bezeichnet die Anreicherung von Adressrohdaten mit weiteren Informationen. Sie wird meist zur Vorbereitung von Direktmarketingkampagnen durchgeführt.
Die Adressqualifizierung wird aus zwei Gründen durchgeführt. Zum einen, um bereits vorhandene Adressen zu aktualisieren und zum anderen, um unvollständige Adressen anzureichern.

## Aktualisierung von Adressen
Insbesondere im Geschäftsleben aber auch im privaten Bereich sinkt die Qualität von Adressen innerhalb weniger Jahre rapide ab. Vor allem personenbezogene Daten haben hier meist keinen langen Bestand. Ob aufgrund von Beförderung, Unternehmenswechsel, Umzug, Kündigung o. ä., die Verweildauer von Mitarbeitern in Unternehmen wird immer kürzer.
Im Unternehmen vorhandene Adressdaten, vor allem die Daten von über längere Zeit inaktiven Kunden, müssen daher regelmäßig überprüft werden. Dies geschieht meist als Vorbereitung einer Direktmarketingkampagne zur Aktivierung der inaktiven Kunden.

## Anreicherung von Adressen
Häufig sind jedoch wichtige Daten über die Rezipienten nicht vorhanden. Auch Daten, die von Adresslieferanten beschafft wurden, sind teilweise fehlerhaft und unzureichend. Meist fehlt der Name des gewünschten Ansprechpartners im Unternehmen. Auch E-Mail-Adresse, Durchwahl, Position der Ansprechpartner müssen meist über eine Adressqualifizierung ermittelt werden. Die Qualifizierung und Aktualisierung von Adressen geschieht meist telefonisch.